# Arlington, Texas
Arlington este un oraș din comitatul Tarrant, statul Texas, Statele Unite ale Americii, al treilea oraș ca mărime a zonei metropolitane cu Dallas–Fort Worth–Arlington. Arlington este cel de-al șaptelea oraș din statul Texas și ce de-al 49-lea din Uniune.

## Personalități născute aici
- Dimebag Darrell (1966 - 2004), chitarist;
- Scott Hoying (n. 1991), cântăreț, vlogger;
- Mitch Grassi (n. 1992), cântăreț, vlogger;
- Jennifer Stone (n. 1993), actriță;
- Nathaniel Lammons (n. 1993), tenismen.